# Sega System 18
La Sega System 18 es una videoconsola de arcade lanzada por Sega en 1989. La System 18 tuvo un corto catálogo de juegos, pero muchos de sus tableros eran de estándares JAMMA. Muchos de estos juegos también tenían una batería suicida, tal y cual con el hardware de la Sega System 16.

## Características
- CPU principal: Motorola 68000 @ 10 MHz
- Sonido: Zilog Z80 @ 8 MHz
- Chip de sonido: 2 x Yamaha YM3438 @ 8 MHz + Ricoh RF5c68 @ 10 MHz (Chip de 8 canales PCM, nombrado como "Sega Custom 315")
- Resolución de pantalla: 320 x 224
- Paleta: 4096 colores
- Composición de tablero: Tablero principal + Tablero de ROM

## Lista de Juegos
- Alien Storm (1990)
- Bloxeed (1989)
- Clutch Hitter (1991)
- D.D. Crew (1991)
- Desert Breaker (1992)
- Laser Ghost (1990)
- Michael Jackson’s Moonwalker (1990)
- Pontoon (1989)
- Shadow Dancer (1989)
- Wally wo Sagase! (1992)